# M31-RV
M31-RV位於仙女座星系（M31），可能是一顆紅激變變星。1988年經歷了一次爆發，與麒麟座V838在2002年經歷的爆發相似。這樣的天體被稱為亮紅新星或中等亮度的紅色瞬變。在爆發期間，麒麟座V838和M31-RV都達到了-9.8的最大絕對視星等。
2006年，使用哈伯太空望遠鏡觀測到M31-RV周圍的區域，但只看到紅巨星。人們認為這顆恆星要麼變得太暗，哈伯望遠鏡看不見，要麼這顆恒星是其中一顆紅巨星的伴星，要麼這顆星本身就是紅巨星。
M31-RV達到17的峰值視星等，然後迅速消退並顯示出塵埃形成。最有可能的解釋是，這些爆發發生在恆星合併事件期間。